# Saron (crustacé)
Genre
Saron est un genre de crevettes de la famille des Hippolytidae.

## Liste des genres
Selon World Register of Marine Species (30 décembre 2018) :
- Saron inermis Hayashi in Debelius, 1983
- Saron marmoratus (Olivier, 1811)
- Saron neglectus de Man, 1902
- Saron rectirostris Hayashi, 1984

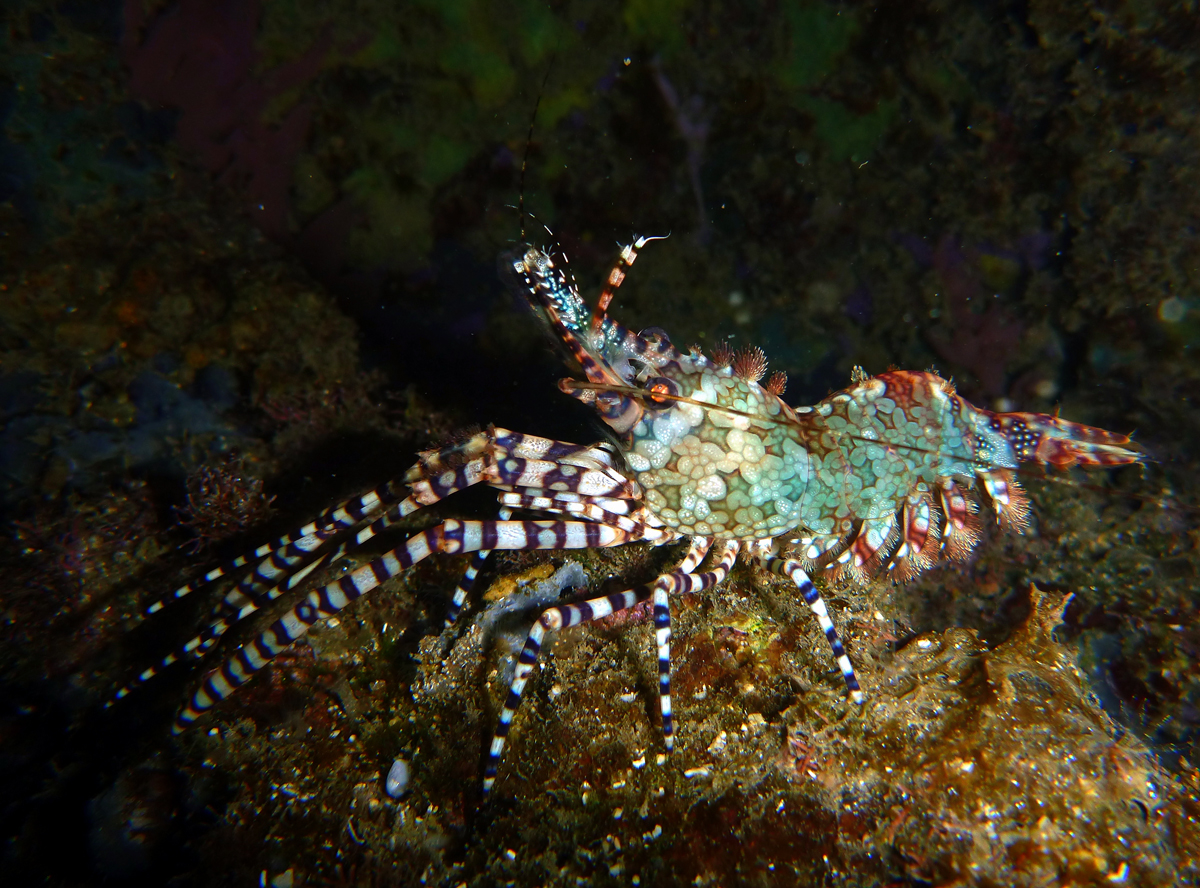
Saron marmoratus (mâle)
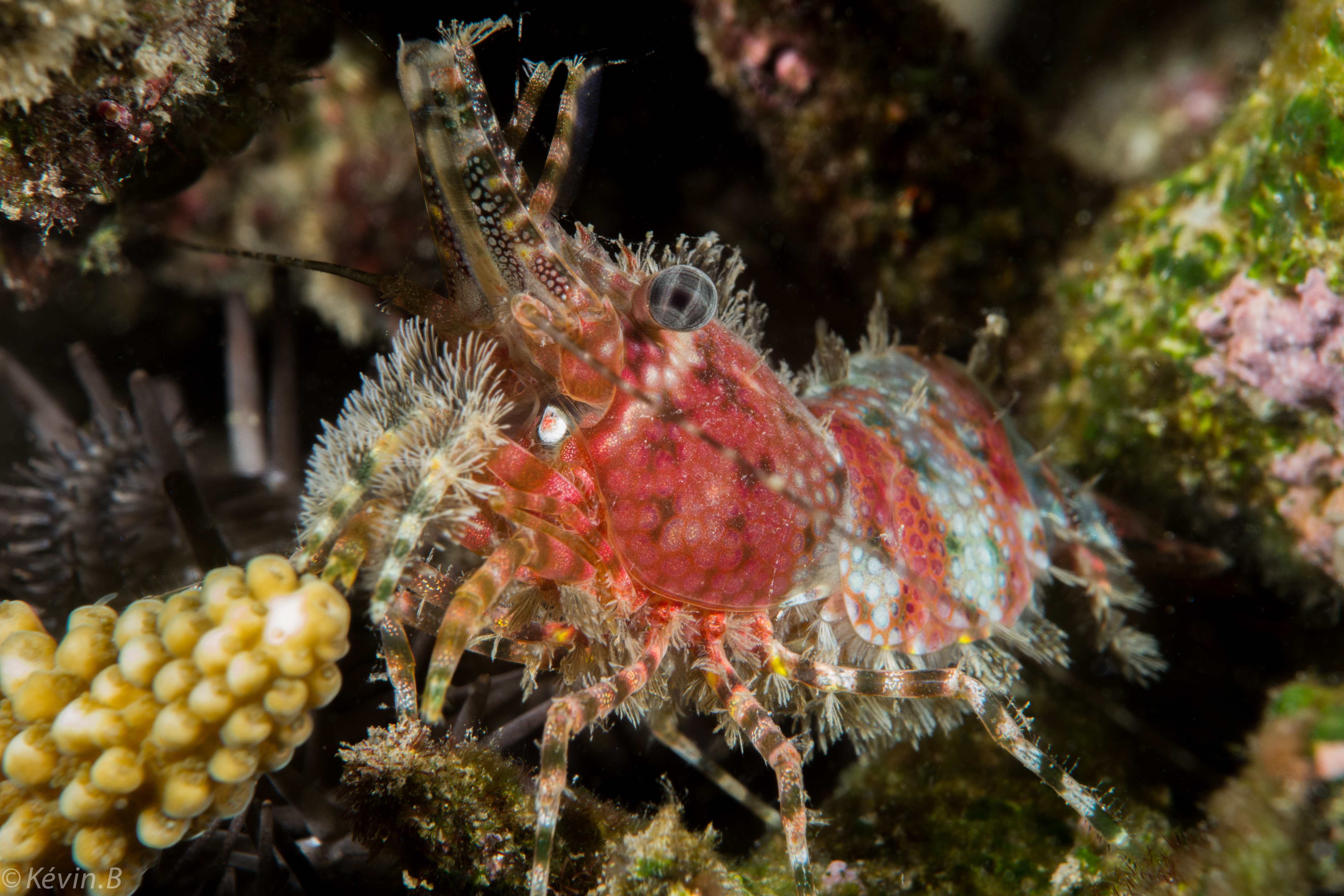
Saron marmoratus (femelle)
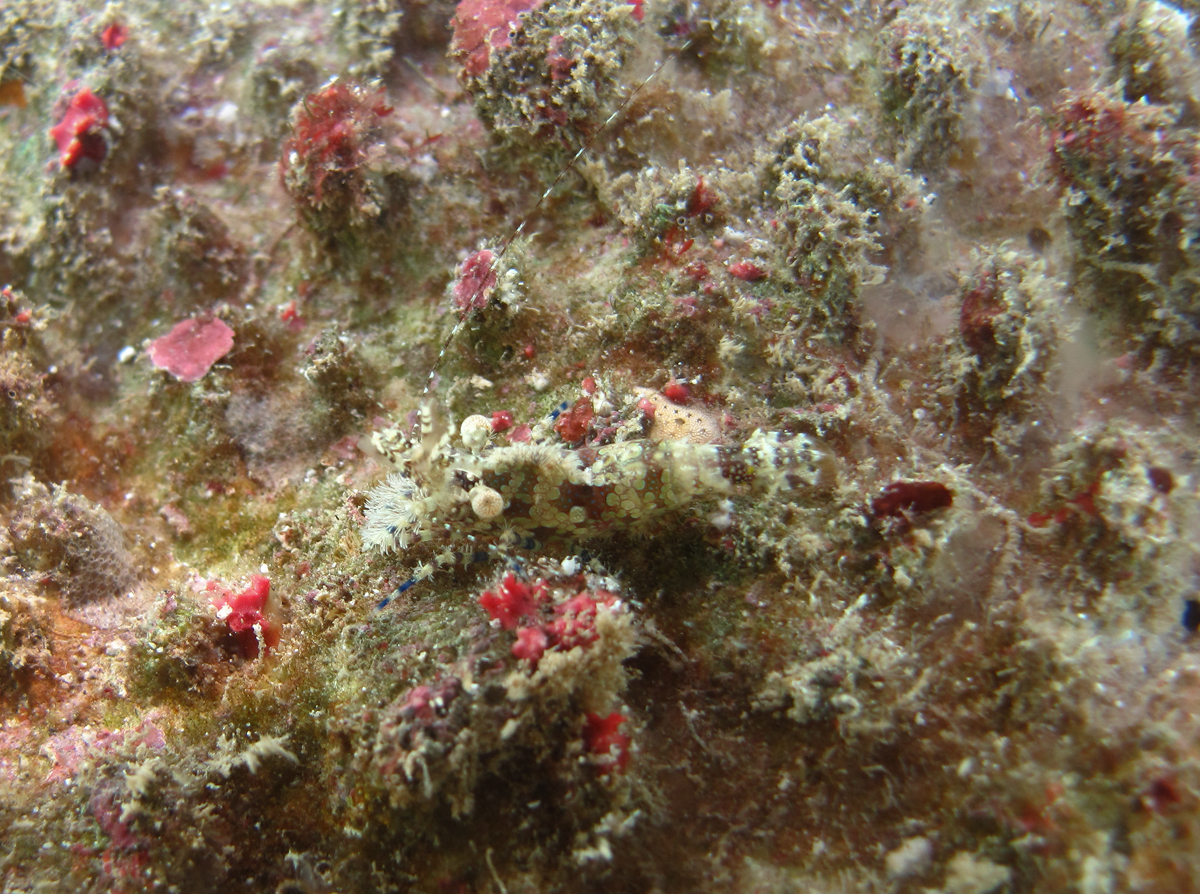
Saron neglectus
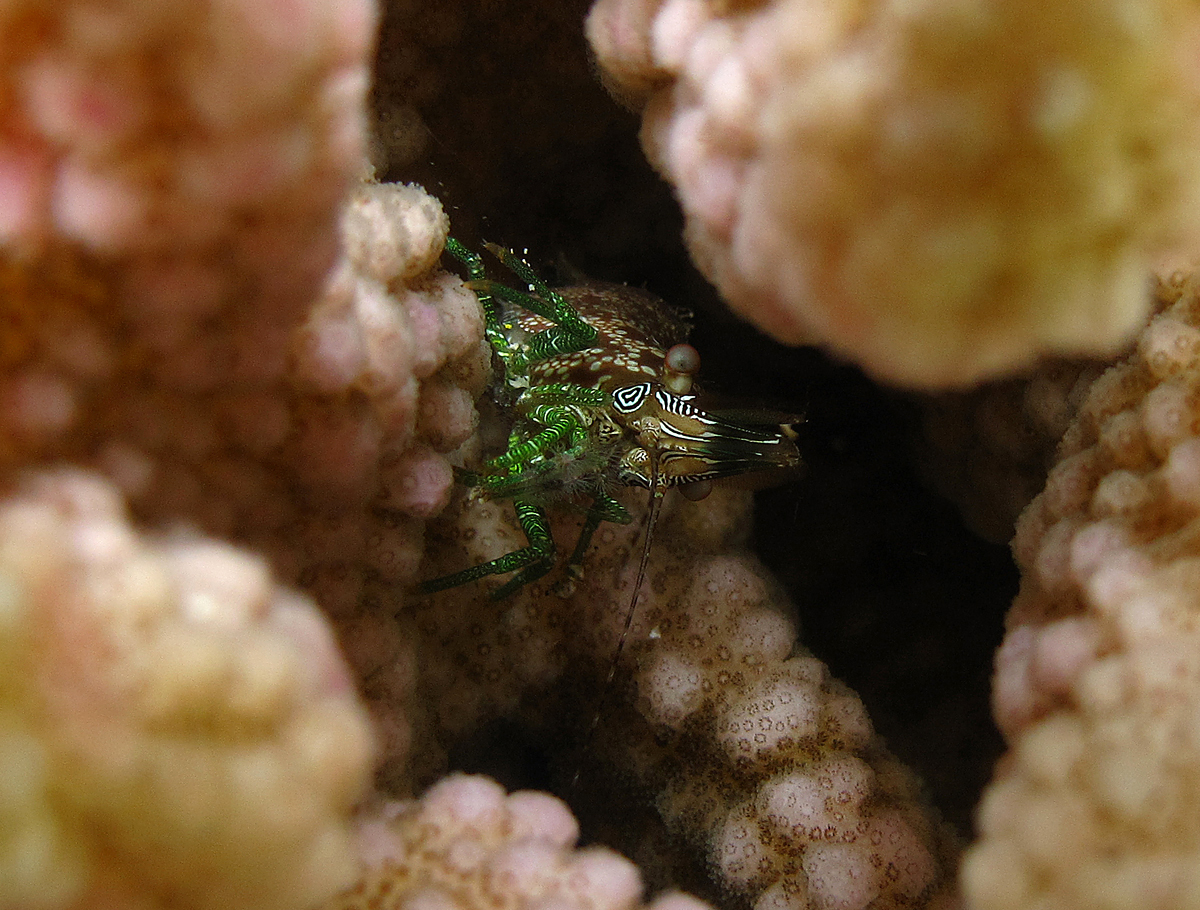
Espèce non décrite à La Réunion

## Publication originale
- Thallwitz, 1891 : Über einige neue indo-pacifische Crustaceen. Zoologischer Anzeiger, vol. 14, pp. 96-103 (texte intégral) (de).